# Додо
Додо, дронт маврикійський (Raphus cucullatus) — нелітаючий вимерлий птах родини голубоподібних, що був поширений на острові Маврикій. Найближчим родичем був дронт-самітник (Pezophaps solitaria), який також вимер. Цей птах мав близько метра завдовжки та важив близько 20 кг. Вимирання маврикійського дронта вперше сформувало думку, що людина може викликати вимирання тварин.

## Історія
Вид був вперше описаний голландською експедицією, яка відвідала острів 1598 року. До середини XVII століття птахи цього виду вже були знищені як через активне полювання у зв'язку зі споживанням м'яса птаха, так і через розорення гнізд завезеними на острів свинями й собаками.
Зовнішність додо відома тільки за малюнками та письмовими документами XVII століття, але, оскільки ці джерела значно відрізнялися один від одного, точний вигляд птаха невідомий. Умови існування і поведінка також невідомі. Останнє опудало дронта згоріло в полум'ї пожежі в Лондонському музеї в 1755 році. Тому до XIX століття дронт вважався міфічним птахом, оскільки він не залишив ніяких слідів після свого зникнення. Після проведених експедицій і знайдених залишків 20 дорослих особин на одній із цукрових плантацій на острові, ставлення до існування птаха докорінно змінилося.
Згідно з гіпотезою Стенлі Темпла (англ. Stanley Temple) зникнення цих птахів стало причиною вимирання дерева Sideroxylon grandiflorum. Через міцну шкаралупу плодів, насіння не проростає у природних умовах, проте воно могло готуватися до проростання, проходячи травну систему додо. У 1970-х роках залишилося лише 13 особин цього дерева віком понад 300 років. Звідси походить популярна назва рослини — «Дерево додо».
Додо став добре відомий у широких колах завдяки помітній ролі у творі Льюїса Керролла «Аліса в Країні чудес», що стала невід'ємною частиною попкультури. Ім'я птаха згодом стало асоціюватися з поняттям вимирання і зникнення.

## Таксономія
Довгий час додо й дронтів-самітників об'єднували в родину дронтових, їх спорідненість з іншими голубами довго залишалася невизначеною. Ці два види вводили до складу окремих монотипових родин, Raphidae і Pezophapidae, згідно з припущенням, що кожний з них розвивався самостійно. Останні остеологічні і молекулярні дані довели їх належність до підродини Raphinae, яка є частиною родини голубових (Columbidae).
Порівняльний аналіз гена цитохрома B і мРНК послідовності 12S, що були взяті зі стегнової кістки родригійського дронта і передплесна маврикійського дронта, підтвердив їх тісну спорідненість і розміщення в межах родини голубових. Генетичні дані також показали, що гривастий голуб в Південно-Східній Азії є їхнім найближчим родичем після Goura victoria і Didunculus strigirostris. Наступна кладограма показує близьку спорідненість Pezophaps solitaria в родині голубових, а також клади острівних ендеміків, згідно з Shapiro et al., 2002
|  | Caloenas nicobarica                                                       |
|  |                                                                           |
|  | \| \| Pezophaps solitaria \| \| \| \| \| \| Raphus cucullatus \| \| \| \| |
|  |                                                                           |
|  | Pezophaps solitaria                                                       |
|  |                                                                           |
|  | Raphus cucullatus                                                         |
|  |                                                                           |

|  | Pezophaps solitaria |
|  |                     |
|  | Raphus cucullatus   |
|  |                     |

|  | Caloenas nicobarica                                                       |
|  |                                                                           |
|  | \| \| Pezophaps solitaria \| \| \| \| \| \| Raphus cucullatus \| \| \| \| |
|  |                                                                           |
|  | Pezophaps solitaria                                                       |
|  |                                                                           |
|  | Raphus cucullatus                                                         |
|  |                                                                           |

|  | Pezophaps solitaria |
|  |                     |
|  | Raphus cucullatus   |
|  |                     |

|  | Caloenas nicobarica                                                       |
|  |                                                                           |
|  | \| \| Pezophaps solitaria \| \| \| \| \| \| Raphus cucullatus \| \| \| \| |
|  |                                                                           |
|  | Pezophaps solitaria                                                       |
|  |                                                                           |
|  | Raphus cucullatus                                                         |
|  |                                                                           |

|  | Pezophaps solitaria |
|  |                     |
|  | Raphus cucullatus   |
|  |                     |

|  | Caloenas nicobarica                                                       |
|  |                                                                           |
|  | \| \| Pezophaps solitaria \| \| \| \| \| \| Raphus cucullatus \| \| \| \| |
|  |                                                                           |
|  | Pezophaps solitaria                                                       |
|  |                                                                           |
|  | Raphus cucullatus                                                         |
|  |                                                                           |

|  | Pezophaps solitaria |
|  |                     |
|  | Raphus cucullatus   |
|  |                     |

|  | Caloenas nicobarica                                                       |
|  |                                                                           |
|  | \| \| Pezophaps solitaria \| \| \| \| \| \| Raphus cucullatus \| \| \| \| |
|  |                                                                           |
|  | Pezophaps solitaria                                                       |
|  |                                                                           |
|  | Raphus cucullatus                                                         |
|  |                                                                           |

|  | Pezophaps solitaria |
|  |                     |
|  | Raphus cucullatus   |
|  |                     |

|  | Caloenas nicobarica                                                       |
|  |                                                                           |
|  | \| \| Pezophaps solitaria \| \| \| \| \| \| Raphus cucullatus \| \| \| \| |
|  |                                                                           |
|  | Pezophaps solitaria                                                       |
|  |                                                                           |
|  | Raphus cucullatus                                                         |
|  |                                                                           |

|  | Pezophaps solitaria |
|  |                     |
|  | Raphus cucullatus   |
|  |                     |

|  | Caloenas nicobarica                                                       |
|  |                                                                           |
|  | \| \| Pezophaps solitaria \| \| \| \| \| \| Raphus cucullatus \| \| \| \| |
|  |                                                                           |
|  | Pezophaps solitaria                                                       |
|  |                                                                           |
|  | Raphus cucullatus                                                         |
|  |                                                                           |

|  | Pezophaps solitaria |
|  |                     |
|  | Raphus cucullatus   |
|  |                     |

|  | Caloenas nicobarica                                                       |
|  |                                                                           |
|  | \| \| Pezophaps solitaria \| \| \| \| \| \| Raphus cucullatus \| \| \| \| |
|  |                                                                           |
|  | Pezophaps solitaria                                                       |
|  |                                                                           |
|  | Raphus cucullatus                                                         |
|  |                                                                           |

|  | Pezophaps solitaria |
|  |                     |
|  | Raphus cucullatus   |
|  |                     |

|  | Caloenas nicobarica                                                       |
|  |                                                                           |
|  | \| \| Pezophaps solitaria \| \| \| \| \| \| Raphus cucullatus \| \| \| \| |
|  |                                                                           |
|  | Pezophaps solitaria                                                       |
|  |                                                                           |
|  | Raphus cucullatus                                                         |
|  |                                                                           |

|  | Pezophaps solitaria |
|  |                     |
|  | Raphus cucullatus   |
|  |                     |

|  | Caloenas nicobarica                                                       |
|  |                                                                           |
|  | \| \| Pezophaps solitaria \| \| \| \| \| \| Raphus cucullatus \| \| \| \| |
|  |                                                                           |
|  | Pezophaps solitaria                                                       |
|  |                                                                           |
|  | Raphus cucullatus                                                         |
|  |                                                                           |

|  | Pezophaps solitaria |
|  |                     |
|  | Raphus cucullatus   |
|  |                     |

|  | Caloenas nicobarica                                                       |
|  |                                                                           |
|  | \| \| Pezophaps solitaria \| \| \| \| \| \| Raphus cucullatus \| \| \| \| |
|  |                                                                           |
|  | Pezophaps solitaria                                                       |
|  |                                                                           |
|  | Raphus cucullatus                                                         |
|  |                                                                           |

|  | Pezophaps solitaria |
|  |                     |
|  | Raphus cucullatus   |
|  |                     |

|  | Caloenas nicobarica                                                       |
|  |                                                                           |
|  | \| \| Pezophaps solitaria \| \| \| \| \| \| Raphus cucullatus \| \| \| \| |
|  |                                                                           |
|  | Pezophaps solitaria                                                       |
|  |                                                                           |
|  | Raphus cucullatus                                                         |
|  |                                                                           |

|  | Pezophaps solitaria |
|  |                     |
|  | Raphus cucullatus   |
|  |                     |

|  | Caloenas nicobarica                                                       |
|  |                                                                           |
|  | \| \| Pezophaps solitaria \| \| \| \| \| \| Raphus cucullatus \| \| \| \| |
|  |                                                                           |
|  | Pezophaps solitaria                                                       |
|  |                                                                           |
|  | Raphus cucullatus                                                         |
|  |                                                                           |

|  | Pezophaps solitaria |
|  |                     |
|  | Raphus cucullatus   |
|  |                     |

|  | Caloenas nicobarica                                                       |
|  |                                                                           |
|  | \| \| Pezophaps solitaria \| \| \| \| \| \| Raphus cucullatus \| \| \| \| |
|  |                                                                           |
|  | Pezophaps solitaria                                                       |
|  |                                                                           |
|  | Raphus cucullatus                                                         |
|  |                                                                           |

|  | Pezophaps solitaria |
|  |                     |
|  | Raphus cucullatus   |
|  |                     |

|  | Caloenas nicobarica                                                       |
|  |                                                                           |
|  | \| \| Pezophaps solitaria \| \| \| \| \| \| Raphus cucullatus \| \| \| \| |
|  |                                                                           |
|  | Pezophaps solitaria                                                       |
|  |                                                                           |
|  | Raphus cucullatus                                                         |
|  |                                                                           |

|  | Pezophaps solitaria |
|  |                     |
|  | Raphus cucullatus   |
|  |                     |

|  | Caloenas nicobarica                                                       |
|  |                                                                           |
|  | \| \| Pezophaps solitaria \| \| \| \| \| \| Raphus cucullatus \| \| \| \| |
|  |                                                                           |
|  | Pezophaps solitaria                                                       |
|  |                                                                           |
|  | Raphus cucullatus                                                         |
|  |                                                                           |

|  | Pezophaps solitaria |
|  |                     |
|  | Raphus cucullatus   |
|  |                     |

Аналогічну кладограму було опубліковано у 2007 році, вона відрізняється перевернутим положенням клад з Goura victoria і Didunculus strigirostris, а також включенням Otidiphaps nobilis і Trugon terrestris. У 2002 році дослідження показало, що дивергенція маврикійського і родригійського дронтів відбулася на межі палеогену — неогену. Маскаренські острови (Маврикій, Реюньйон і Родригес) вулканічного походження, їхній вік становить менше як 10 мільйонів років. Предки дронта, найімовірніше, вміли літати ще довгий час після відділення від основної гілки голубових птахів. Відсутність травоїдних ссавців, які могли б конкурувати з дронтовими за ресурси на цих островах, дозволило родригійському і маврикійському дронтам досягти великих розмірів. ДНК, узята в Оксфорді з опудала дронта, виявилася в поганому стані, її не використовували в дослідженнях викопних решток, тому дані про розмір птахів ще потребують незалежної перевірки.

## Етимологія

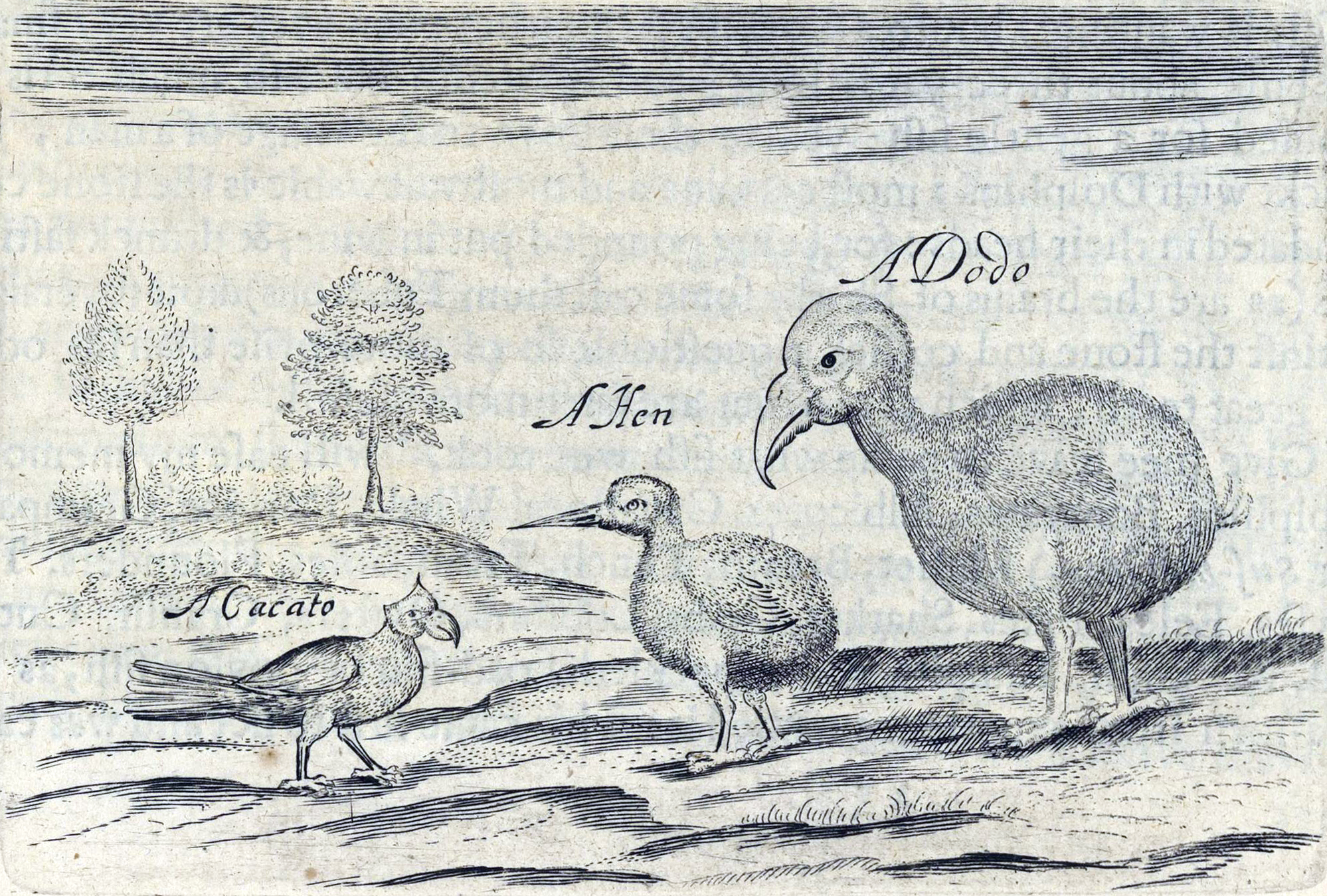
Малюнок 1634 року, зроблений сером Томасом Гербертом: Папужець маврикійський (ліворуч), Пастушок іржастий (в центрі) і Додо (праворуч)

Походження слова «додо» незрозуміле. За однією з версій воно бере свій початок з голландського слова dodoor, що означає «ледар». Проте, за найвірогіднішою версією, назва додо походить від іншого голландського слова — dodaars, що означає або «товстозадий», або «задній вузол», посилаючись на вузький пучок пір'я хвоста птаха. Перший запис слова dodaerse було зроблено в журналі капітаном Віллемом ван Вестсаненом в 1602 році. Сер Томас Герберт використовував слово «додо» в 1627 році, проте незрозуміло, чи був він першим, оскільки португальці, які відвідали Маврикій в 1507 році, наскільки відомо, не вживали його у своїх доповідях. Тим не менше, згідно зі словниками Encarta та Chambers назва «додо» походить від португальського слова doudo (аналог іншого португальського слова doido), що означає «дурень» або «божевільний».
Тим не менш, португальська назва птаха, dodô, походить від слова dodo. Девід Кваме вважав, що слово «додо» було звуконаслідуванням голосу птаха, а дві ноти, вимовлені голубами, нагадували фразу «ду-ду». Про походження цих назв існують різні гіпотези. Вважалося, наприклад, що додо походить від португальського слова duodo — дурний, нетямущий, бовдур. Враховуючи дурний вигляд і безпечність цих птахів, першовідкривачі Маврикія вибрали правильну назву. У данській мові є слово drunte («рухатися повільно, незграбно»). До речі, данці дійсно плавали на Маврикій у 20-х рр.. XVII в. і могли взяти участь у словотворенні.
Голландський вчений А. С. Оудеманс у своїй книзі про додо дав більш обґрунтоване пояснення слову «дронт». У середньоголландській мові дієслово «Дронтен» у старі часи означало «брезклий», «роздутий», «пихатий» або «чванливий». Це цілком відповідало зовнішньому вигляду птаха, деякі особини якої, за свідченням сучасників, мало не тягли черево по землі. І схожі вони були аж ніяк не на лебедя або голуба, а на бройлерне курча, роздутого до розмірів індика. У сучасній же голландській мові слово «Дронтен» вважається непристойним.
Птах також згадувалася голландцями під назвою dronte, що означало «опухлий». Воно досі використовується в деяких мовах.
У своїй роботі XVIII століття «Система природи» Карл Лінней ввів конкретне найменування — cucullatus, що означало «капюшоноподібний», а комбінація цього слова з ім'ям роду птаха дала назву Struthio, яке застосовувалося до страусів. Матюрен-Жак Бріссон ввів нову назву роду — Raphus, є відсиланням на дрохв, яке до наших днів дійшло без змін. Лінней пізніше придумав відповідну назву — Didus ineptus, але воно стало синонімом ранньої назви через номенклатурний пріоритет.

## Опис

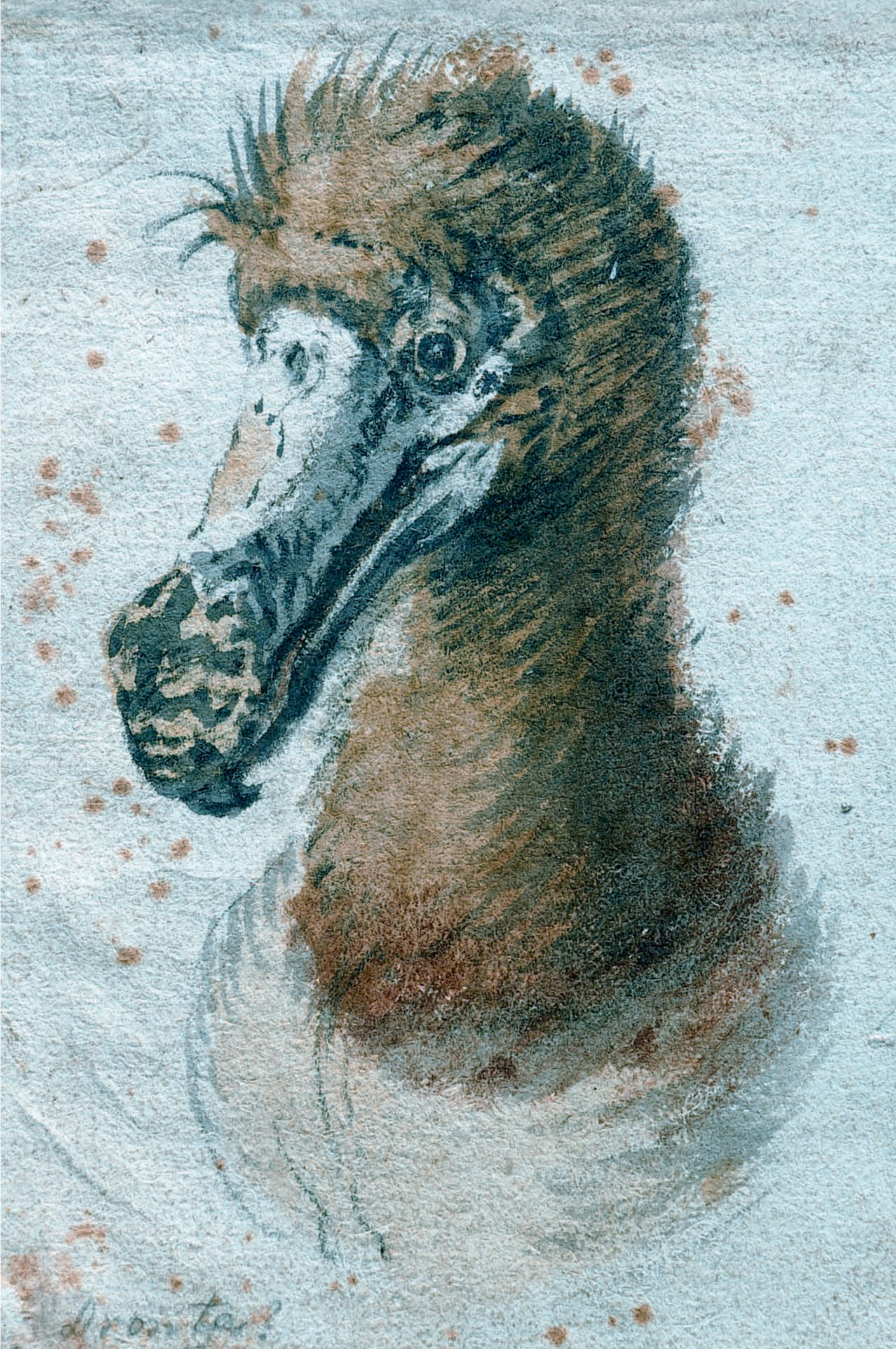
Малюнок голови додо, зроблений Корнелісом Сафтлевеном у 1638 році, який є останньою оригінальною ілюстрацією птаха

Наразі не існує повного опудала додо, тому створення зовнішнього вигляду птаха, особливо її оперення і забарвлення, представляє певні труднощі. Але з субфоссильних відкладень і решток додо, які були завезені в Європу в 17 столітті, відомо, що вони були дуже великими птахами, можливо, вагою до 23 кг (50 фунтів), хоча великі маси відносилися тільки до особин в неволі. Проте за деякими оцінками вага птаха у природному середовищі існування становила близько 10,6–17,5 кг. Птах не міг літати, оскільки його грудина і маленькі крила не були пристосовані для польоту . Ці сухопутні птахи, еволюціонували, завоювали всю екосистему острова, оскільки на ньому не було хижих ссавців. Додо також мав гачкуватий плямистий дзьоб 23 см (9 дюймів) завдовжки. Дослідження декількох збережених пір'їн на голові додо в Оксфордському музеї показали, що дронти, швидше за все, були вкриті пухом, ніж пір'ям. Ця та інші характеристики є особливостями неотенії.
Коли додо був ще не вимерлим птахом, було створено близько 15 ілюстрацій, які, поряд з різними письмовими повідомленнями про зустрічі на Маврикії, є основними доказами опису зовнішнього вигляду. Згідно з більшістю зображень додо мав сірувате або коричневе оперення, світліші махові пера, а також світлий в'юнкий пучок на кінці хвоста. Також птах мав сіру або лису голову; зелений, чорний або жовтий дзьоб; товсті і жовтуваті лапки та чорні пазури.
Відмінності в ілюстраціях провідних авторів, як Антонія Корнеліса Одеманса і Масауджі Хачісукі, свідчать про статевий диморфізм, онтогенетичні особливості, періодичні зміни і навіть про можливі нові види, проте ці теорії на сьогодні не визнаються. У зв'язку з тим, що такі деталі як забарвлення дзьоба, форма хвоста і оперення у різних особин відрізнялися один від одного, визначити точну морфологію цих особливостей неможливо, оскільки вони могли вказувати або на відмінності у віці або стать птаха, або на спотворення реальності. Крім гелдерландських малюнків, також невідомо, чи були інші ілюстрації живих особин або хоча б наповнені опудала, які могли б вплинути на достовірність описів. Спеціаліст з додо Джуліан Х'юм стверджував, що замість ніздрів у дронта могли б бути щілини, судячи з гелдерландських, сафтлевенських, крокерських і мансурських зображень. На зображеннях дзьоба додо добре видно відкриті ніздрі, а не дефект, що виник в результаті сушіння картини.
Традиційний образ додо — вельми гладкий, незграбний птах, хоча ця точка зору може бути й перебільшена. На загальну думку вчених, на старих європейських малюнках були зображені перегодовані особини, що знаходилися в неволі. Результати, отримані на основі скелета додо, показали, що дикі дронти могли важити близько 10,2 кг (22 фунтів). Голландський живописець Роеландт Сейвері був найбільш плідним і впливовим ілюстратором дронта, який малював його, щонайменше, 6 разів. Його відома картина 1626 року, перебуває у Британському музеї під назвою «Додо Едварда», стала стандартним взірцем додо. На цій картині зображений вельми гладкий птах, який є джерелом багатьох інших реставрацій додо. На картині XVII століття, що належить монгольському художнику Устаду Мансуру, що була знайдена в 1950-х роках, зображений додо разом з ендемічними індійськими птахами. За думкою професора Іванова і Джуліана Х'юмена, дане зображення — одне з найточніших.